# Sąd sejmowy (I Rzeczpospolita)

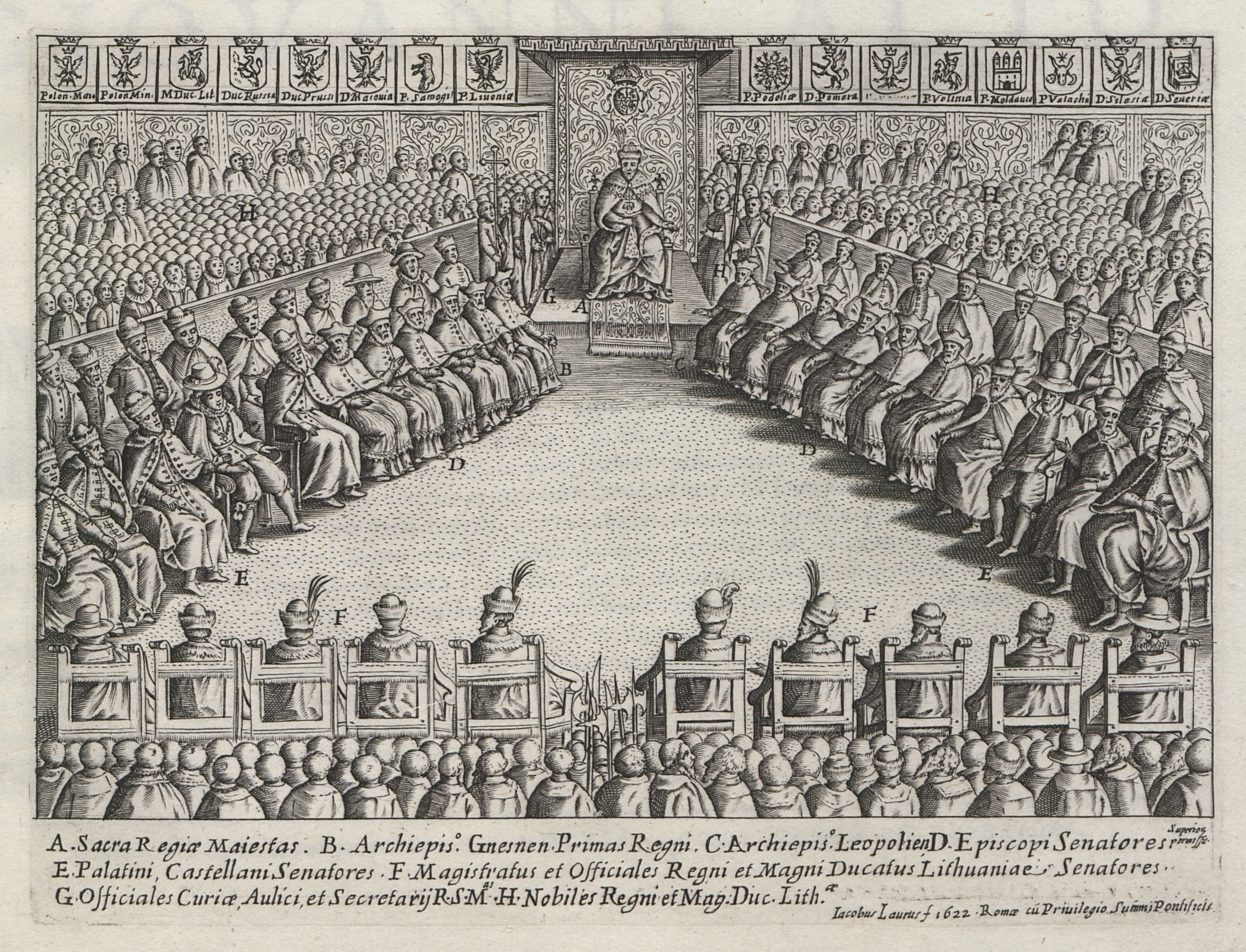
Sejm walny za panowania Zygmunta III Wazy

Sąd sejmowy – organ sądownictwa I Rzeczypospolitej obradujący pod przewodnictwem króla w czasie obrad sejmu walnego.
Do 1578 roku był to zwykły sąd królewski, z tą różnicą, że król nie brał udziału w rozstrzyganiu spraw o obrazę majestatu. Asesorami byli wszyscy obecni senatorowie. Obradom przewodniczył marszałek wielki koronny albo marszałek wielki litewski, w zależności od miejsca zwołania sejmu.
W 1578 roku, gdy utworzono Trybunał Koronny, szczegółowo ustalono właściwość sądu sejmowego; w 1588 dodano także do grona asesorów ośmiu deputatów Izby Poselskiej.
Odtąd zajmował się, oprócz spraw o obrazę majestatu królewskiego, także sprawami o zdradę stanu, urzędnicze przestępstwa skarbowe (była to jedyna możliwość usunięcia osoby z urzędu), przestępstwa popełniane na sejmach, sejmikach i w trakcie obrad Trybunału Królewskiego; także szlacheckie sprawy „gardłowe”: zagrożone karą śmierci, konfiskaty majątku lub banicji. Poza tym sprawy mające wpływ na interes skarbu państwa. W powyższych sprawach sąd sejmowy był jedyną instancją.
Senatorowie uczestniczyli w sądach przy królu jako asesorzy, w niektórych sprawach sądzili wraz z deputatami z Izby Poselskiej.
Podobnie jak Trybunał decydował większością głosów, a w razie ich równości oskarżonemu przysługiwała bliższość w dowodzie (pierwszeństwo w jego przeprowadzeniu).
Sąd sejmowy darował kary innych sądów oraz uchylał ich wyroki, jeśli były niesłuszne lub wydane z naruszeniem przepisów formalnych. Od XVII wieku rozstrzygał także sprawy nieprzewidziane przez system prawny, wydając tzw. prejudykaty.
Sąd ten, uzależniony od toczenia obrad sejmu walnego, zbierał się coraz rzadziej od połowy XVII wieku, kiedy wzrosła liczba zrywanych sejmów.
Sąd sejmowy został zreformowany w 1775, kiedy powierzono mu jurysdykcję w sprawach członków Rady Nieustającej, i 1791, w sprawach Straży Praw.